# Estat NOON
En òptica quàntica, un estat NOON o estat N00N és un estat entrellaçat de molts cossos de mecànica quàntica:
{\displaystyle |\psi _{\text{NOON}}\rangle ={\frac {|N\rangle _{a}|0\rangle _{b}+e^{iN\theta }|{0}\rangle _{a}|{N}\rangle _{b}}{\sqrt {2}}},\,}
que representa una superposició de N partícules en mode a amb partícules zero en mode b, i viceversa. Normalment, les partícules són fotons, però en principi qualsevol camp bosònic pot suportar estats NOON.
Els estats NOON són un concepte important en metrologia quàntica i detecció quàntica per la seva capacitat de fer mesures de precisió de fase quan s'utilitzen en un interferòmetre òptic. Per exemple, considereu l'observable
{\displaystyle A=|N,0\rangle \langle 0,N|+|0,N\rangle \langle N,0|.\,}
El valor de l'expectativa de {\displaystyle A} per a un sistema en estat NOON canvia entre +1 i − quan {\displaystyle \theta } canvia de 0 a {\displaystyle \pi /N}. A més, l'error en la mesura de fase esdevé
{\displaystyle \Delta \theta ={\frac {\Delta A}{|d\langle A\rangle /d\theta |}}={\frac {1}{N}}.}
Aquest és l'anomenat límit de Heisenberg, i dona una millora quadràtica respecte al límit quàntic estàndard. Els estats NOON estan estretament relacionats amb els estats del gat de Schrödinger i els estats GHZ, i són extremadament fràgils.
Els estats NOON van ser introduïts per primera vegada per Barry C. Sanders en el context de l'estudi de la decoherència quàntica als estats del gat de Schrödinger. Van ser redescoberts de manera independent l'any 2000 pel grup de Jonathan P. Dowling a JPL, que els va introduir com a base del concepte de litografia quàntica. El terme "estat del migdia" va aparèixer per primera vegada com a nota a peu de pàgina en un article publicat per Lee, Kok i Dowling sobre metrologia quàntica, on s'escriuva N00N, amb zeros en comptes d'Os.